# غلين جونسون (ملاكم)
غلين جونسون (بالإنجليزية: Glen Johnson)‏ مواليد 2 يناير 1969 في جامايكا، هو ملاكم جامايكي يصنف ضمن فئة وزن خفيف الثقيل. حقق بطولة الاتحاد الدولي للملاكمة. هزم روي جونز جونيور بالضربة القاضية في سنة 2004.

## إحصائيات
خاض خلال مسيرته 77 نزالا، فاز في 54 وتعادل في 2 وخسر في 21.

## روابط خارجية
- غلين جونسون على موقع بوكس ريك (الإنجليزية) (registration required)